# Eadmuna guianensis
Eadmuna guianensis – gatunek motyli z podrzędu Glossata i rodziny Mimallonidae.
Gatunek ten opisany został w 2015 roku przez Ryana A. St. Laurenta i Jasona J. Dombroskie w ramach rewizji rodzaju. Jako miejsce typowe podano rzekę Mana.
Motyl o skrzydłach przednich długości 18–20 mm, których krawędzie są zaokrąglone i wypukłe, z wyjątkiem wcięcia u pocieniowanych wierzchołków. Ich wierzch srebrzystobrązowy, ciemniej zbrązowiały niż u E. esperans. Okienko komórki dyskalnej żółtawo połyskujące. Skrzydła tylne podobnie ubarwione, zaokrąglone i o nieco wystających kątach analnych. Narządy rozrodcze samca wyróżniają się prostym, spiczasto zwieńczonym fallusem z workowatą wezyką, wyposażoną w pojedynczy, zakrzywiony cierń.
Gatunek neotropikalny, znany z części Puszczy Amazońskiej, położonej na terenie Gujany i Gujany Francuskiej.